# 조선연극협회
조선연극협회(朝鮮演劇協會)는 일제강점기 말기에 조직된 연극인 단체이다.

## 개요
중일 전쟁 발발 후인 1940년에 조선총독부 경무국의 조종으로 설립되어 친일성이 강하다. 경무국은 전시 체제를 맞아 연극을 선전도구로 이용하기 위하여 이 조직을 결성시켰다. 설립 목적은 "연극의 건전한 발달과 연극인의 질적 향상을 꾀하여 문화의 새로운 건설에 공헌하고 동시에 연극을 통해서 내선일체의 실을 올리겠다"는 것이었다.
조선연극협회는 결성 전에 자격시험을 치러서 합격자에 한하여 회원증을 발행하였다. 또한, 조선연극협회에 회원으로 등록한 극단만 공연을 할 수 있도록 하였고, 공연대본도 검열을 거치도록 하여 연극 공연을 체계적으로 통제하기 시작했다. 협회에 가맹하지 못한 군소 극단은 해체하도록 하였다.
주요 사업은 다음과 같다.
1. 연극인의 양성과 지도
2. 연극에 관한 조사
3. 극단들의 지방순업에 대한 지도와 개선
4. 공적이 있는 회원의 표창
5. 기관지의 발행

## 조직과 참여자
1940년 출범 당시의 간부는 다음과 같다.
- 회장 : 이서구
- 상무이사 : 김관수
- 이사 : 박진, 유치진, 최상덕
- 감사 : 변기종, 서일성, 심영

참여 극단은 출범 당시의 9개 극단에서 1942년 7월에는 29개 극단으로 늘어나 있었다. 가맹 극단에는 청춘좌, 아랑, 호화선, 황금좌, 고협 등 인기 있는 극단들이 포함되었고, 현대극장도 참여했다.

## 주요 활동
- 1940년 11월 1일 : 가칭 연극신체제협의회 구성 논의
- 1940년 11월 20일 : 조선연극협회 결성을 위한 연극인 간담회 개최
- 1940년 12월 22일 : 조선연극협회 결성 (부민관)
- 1941년 2월 : 16개 극단 가입 완료
- 1941년 5월 : 조선연극협회 산하 이동극단 조직
- 1941년 8월 : 이동극단 제1대 순회공연
- 1942년 : 이동극단 제2대 및 이동창극단 결성
- 1942년 7월 26일 : 조선연예협회와 통합하여 조선연극문화협회 결성

## 같이 보기
- 조선연극문화협회
- 조선연예협회

## 참고자료
- 친일인명사전편찬위원회 (2004년 12월 27일). 《일제협력단체사전 - 국내 중앙편》. 서울: 민족문제연구소. 695~698쪽쪽. ISBN 8995330724.